# Уолстрийт (филм)
„Уолстрийт“ (на английски: Wall Street) е американска драма от 1987 година на режисьора Оливър Стоун. Във филма участват Майкъл Дъглас, Чарли Шийн и Дарил Хана.
Филмът е пуснат по кината в Съединените щати на 11 декември 1987 г. През 2010 г. излиза продължението „Уолстрийт: Парите никога не спят“.

## Актьорски състав
- Майкъл Дъглас – Гордън Геко
- Чарли Шийн – Бъд Фокс
- Дарил Хана – Дариън Тейлър
- Мартин Шийн – Карл Фокс
- Джон Макгинли – Марвин
- Терънс Стамп – сър Лари Уайлдман
- Джеймс Карън – Хари Линч
- Хал Холбрук – Лу Менхайм
- Шон Йънг – Кейт Геко
- Джеймс Спейдър – Роджър Барнс
- Сол Рубинек – Харолд Солт
- Франклин Кавър – Дан
- Силвия Майлс – Долорес
- Мили Пъркинс – госпожа Фокс
- Джош Мостел – Оли
- Пол Гилфойл – Стоун Ливингстоун

## В България
През 1987 г. филмът е пуснат за пръв път по кината в България.
Излъчен е по два пъти по Канал 1. Първоначално е излъчен през октомври 1997 г. в рубриката „Фокс-киномания“, а на 29 декември 2004 г. е излъчен отново с нов дублаж и прави повторение на 3 септември 2005 г. На 29 юли 2018 г. се излъчва и по „Фокс“ с нов дублаж, записан в Андарта Студио.